# Рончкі (Свентокшиське воєводство)
Рончкі (пол. Rączki) — село в Польщі, у гміні Ключевсько Влощовського повіту Свентокшиського воєводства.
Населення — 332 особи (2011).
У 1975-1998 роках село належало до Пйотрковського воєводства.

## Демографія
Демографічна структура на день 31 березня 2011 року:
|          | Загалом | Допрацездатний вік | Працездатний вік | Постпрацездатний вік |
| -------- | ------- | ------------------ | ---------------- | -------------------- |
| Чоловіки | 174     | 46                 | 115              | 13                   |
| Жінки    | 158     | 33                 | 84               | 41                   |
| Разом    | 332     | 79                 | 199              | 54                   |